# Liolaemus tristis
Liolaemus tristis este o specie de șopârle din genul Liolaemus, familia Tropiduridae, descrisă de Scolaro 1997. Conform Catalogue of Life specia Liolaemus tristis nu are subspecii cunoscute.